# ロイヤルアルバート
ロイヤルアルバート（Royal Albert）は、イギリスの陶磁器メーカー。
1896年にトーマス・ワイルドとトーマス・クラーク・ワイルド親子がストーク・オン・トレントにおいて創業。ブランド名は創業者が英国王室を愛するがゆえに、ヴィクトリア女王の夫アルバート公と女王夫妻の孫アルバート・ジョージ王子（のちのジョージ5世）にちなみ「アルバート」と名付けた。
創業の翌年1897年にはヴィクトリア女王即位60周年記念の記念品を依頼され、1904年に「ロイヤル」の称号を得る。王室御用達の名にふさわしいハンドペイントの素晴らしい製品を作り上げ続けている一方、一貫してリーズナブルな価格のボーンチャイナを提供するという方針をもつ。その方針は、現在においても商品のコンセプトに流れており、市場でいちはん安く入手できるボーンチャイナとして世界中に輸出されている。
1962年に「オールド・カントリー・ローズ」を発表した。イギリスの国花であるバラの花柄を古典的に描いた誰にも親しまれるデザインが人気を呼び、単一デザインで総生産1億ピース以上を誇り、世界最大生産数のベストセラーとなる。また「オールド・カントリー・ローズ」は「モントローズシェイプ」と呼ばれるシェイプを採用し、金彩の施しは筆を使わずに、ロイヤルアルバート独特の技であるスポンジパットで、ぼかして彩っている。
「オールド・カントリー・ローズ」において用いられる「モントローズシェイプ」は、紅茶を最もおいしく飲むための究極のシェイプといわれており、上半分が横に向かって広がっている。これは紅茶はコーヒーと違い、できあがり時の温度が非常に熱いことから、紅茶の表面積部分を稼ぎ、速く冷まして飲むためである。また、モントローズの下半分はウエストから丸くふくらんでおり、この部分の対流で紅茶の温度とうまみを保てるようになっている。高台（スカート）は、ついている物が正式なタイプ、ついていない物が略されたカジュアルなタイプと評されるが、機能的意味もあり、モントローズのように高台がついていると、ソーサーから直接熱が奪われにくくなり、これも非常に重要な役割を担っている。
この様に「モントローズシェイプ」は、コーヒーを飲む為に最も完成された究極のシェイプと評されるウェッジウッドの「リー」や、エスプレッソを飲む為の究極のシェイプと謳われるトニャーナの「エスプレッソカップ」と等しく、紅茶をおいしく飲む為の究極のシェイプと謳われている。
また「オールド・カントリー・ローズ」の色違いのシリーズの「ムーンライト・ローズ」も非常に人気が高い。
2015年よりウェッジウッド、ロイヤルドルトンと共にWWRDグループホールディングスの一員となった。

## 100周年記念
2006年にロイヤルアルバート設立100周年記念として、1900年～1990年代までの各年代から選んだデザインを復刻した
「100周年記念コレクションシリーズ」を販売している。ラインナップは3ピースセット（ティーカップ＆ソーサー、プレート20cm）、ティーカップ＆ソーサー、マグ等。
- 各年代のデザインラインナップ
  - 1900年　Regency Blue
  - 1910年　Duchess
  - 1920年　Spring Meadow
  - 1930年　Polka Rose
  - 1940年　English Chintz
  - 1950年　Festival
  - 1960年　Golden Rose
  - 1970年　Poppy
  - 1980年　Holyrood
  - 1990年　Hartington Lane

## 代表作
- オールドカントリーローズ
- オールドカントリーローズ・チンツコレクション
- ムーンライトローズ
- イングリッシュローズ
- ローズクラウド
- レディーカーライル
- レディーアスコット
- ライラック・レーン
- ヴィンテージティー
- アーカイブティー
- ボタニカルティー
- フラワー・オブ・マンス
- 100周年記念コレクションシリーズ